# 大唐名相
《大唐名相》是中国1991年拍摄的古装历史剧，反映唐朝宰相魏征的一生。导演是指导过电影《庐山恋》的黄祖模，著名演员鲍国安主演，获全国电视剧评比飞天奖。

## 演员
- 鲍国安—魏征
- 佟瑞敏—李世民
- 赵静—长孙皇后

## 外部連結
- 导演介绍 （页面存档备份，存于）